# Rio Noucouru
Le rio Noucouru est un cours d'eau brésilien qui baigne l'État d'Amapá. Il prend sa source dans la Serra do Noucouru et coule au Sud, pour se jeter sur la rive gauche du rio Jari, dans la bassin du fleuve l'Amazone. Il baigne la seule municipalité de Laranjal do Jari. Il a une altitude de 100 mètres.